# Wasyliwka (hromada Kobelaky)
Wasyliwka (ukr. Василівка) – wieś na Ukrainie, w obwodzie połtawskim, w rejonie połtawskim, w hromadzie Kobelaky. W 2001 liczyła 437 mieszkańców, spośród których 428 wskazało jako ojczysty język ukraiński, a 9 rosyjski.